# Andrzej Stanisław Załuski
Andrzej Stanisław Kostka Załuski (Luc'k, 2 dicembre 1695 – Cracovia, 16 dicembre 1758) è stato un vescovo cattolico polacco.

## Biografia
Apparteneva ad un'agiata famiglia di proprietari terrieri della piccola nobiltà terriera del clan etnico di Junosza, come Stanisław Karnkowski e Józef Zaliwski, e fu educato al seminario di Cracovia, prendendo i voti a diciotto anni e inserendosi nell'alto clero polacco.
Fu abate e poi vescovo di Płock (1723), vescovo di Luc'k (1736), sua città natale,  e poi vescovo di Chełmża e di Cracovia. Sostenne i Gesuiti polacchi.
Dal 1735 al 1746 fu gran cancelliere di Polonia e come altri religiosi dell'epoca, Teodor Andrzej Potocki, Władisław Aleksander Łubieński e il fratello Józef, fu promotore della cultura illuminista in Polonia e fondò la Biblioteca Załuski e il seminario di Pułtusk.

## Genealogia episcopale e successione apostolica
La genealogia episcopale è:
- Cardinale Scipione Rebiba
- Cardinale Giulio Antonio Santori
- Cardinale Girolamo Bernerio, O.P.
- Vescovo Claudio Rangoni
- Arcivescovo Wawrzyniec Gembicki
- Arcivescovo Jan Wężyk
- Vescovo Piotr Gembicki
- Vescovo Jan Gembicki
- Vescovo Bonawentura Madaliński
- Vescovo Jan Małachowski
- Arcivescovo Stanisław Szembek
- Vescovo Felicjan Konstanty Szaniawski
- Vescovo Andrzej Stanisław Załuski

La successione apostolica è:
- Arcivescovo Jakub Stefan Augustynowicz (1737)
- Vescovo Jerzy Mikołaj Hylzen (1746)
- Arcivescovo Adam Ignacy Komorowski (1749)
- Arcivescovo Antoni Kazimierz Ostrowski (1753)
- Vescovo Franciszek Podkański, S.I. (1753)